# El Shaddai: Ascension of the Metatron
El Shaddai: Ascension of the Metatron est un jeu vidéo d'action et de plates-formes développé et édité par Ignition Entertainment. Il est sorti en 2011 sur PlayStation 3, Xbox 360 et Android.

## Trame
Librement inspirée du Livre d'Hénoch considéré comme apocryphe, l'histoire suit Enoch (イーノック), un prêtre à la recherche d'anges déchus. Il est aidé dans sa quête par Lucifer (ルシフェル), un ange gardien chargé de la protection du monde et ayant le pouvoir de voyager dans le temps.

## Développement
Le développement du jeu est dirigé par Takeyasu Sawaki qui s'est également occupé du design très particulier du jeu. Par le passé, il a travaillé pour Capcom et Clover Studio sur Viewtiful Joe ou encore Ōkami.

## Accueil
- GameSpot : 8/10[2]
- Jeuxvideo.com : 13/20[3]